# 佩列廖申斯基
佩列廖申斯基（羅馬化：Perelyoshinskiy）是俄罗斯沃罗涅日州的市级镇，属帕尼诺区，在州府沃罗涅日东方，附近有铁路车站佩列廖希诺站。
该地2021年人口有2,519人；2010年人口3,122人；2002年人口3,303人。